# Gardermoen (stacja kolejowa)
Gardermoen (nor: Gardermoen stasjon), także Oslo port lotniczy (nor: Oslo lufthavn stasjon) – stacja kolejowa w Gardermoen, w gminie Ullensaker, w regionie Akershus, w Norwegii. Stacja znajduje się pod Portem lotniczym Oslo-Gardermoen, na linii Gardermobanen, 51,85 km od Oslo Sentralstasjon i została otwarta w 1998 roku. Obsługują ją trzy rodzaje pociągów: Flytoget, NSB Regiontog i SKM.

## Lokalizacja
Stacja znajduje się w Gardermoen, 51,85 km od Oslo S, ale rzeczywista odległość wynosi zaledwie 48,07 km. To dlatego, że odległość jest nieznacznie dłuższa przy użyciu głównej linii pomiędzy Oslo a Lillestrøm. Stacja jest wybudowana bezpośrednio pod terminalem lotniska i ma z nim połączenie za pomocą schodów ruchomych i wind. Na północ od stacji linia przechodzi do tunelu pod lotniskiem i dalej biegnie do Eidsvoll.

## Szybka kolej miejska
Jest położona na linii SKM nr 450; obsługuje między innymi port lotniczy.
| Numer | Stacja początkowa | stacja końcowa |
| ----- | ----------------- | -------------- |
| 450   | Kongsberg         | Eidsvoll       |

- Pociągi linii 450 odjeżdżają co godzinę; od Asker jadą trasą Askerbanen a między Oslo a Lillestrøm jadą trasą Gardermobanen[2].

## Ruch dalekobieżny
Leży na linii Dovrebanen. Stacja obsługuje ruch lokalny do Oslo Sentralstasjon i Lillehammer; pociągi na tej trasie jeżdżą co dwie godziny w obie strony.

## Obsługa pasażerów
Poczekalnia, kasa biletowa, automat biletowy, telefon publiczny, bankomaty, parking na lotnisku, parking rowerowy, wózki bagażowe, winda peronowa, ułatwienia dla niepełnosprawnych, punkt obsługi niemowląt, schowki bagażowe, restauracja, kioski, przystanek autobusowy, postój taksówek, wypożyczalnia samochodów.